# Stefanello Bottarga

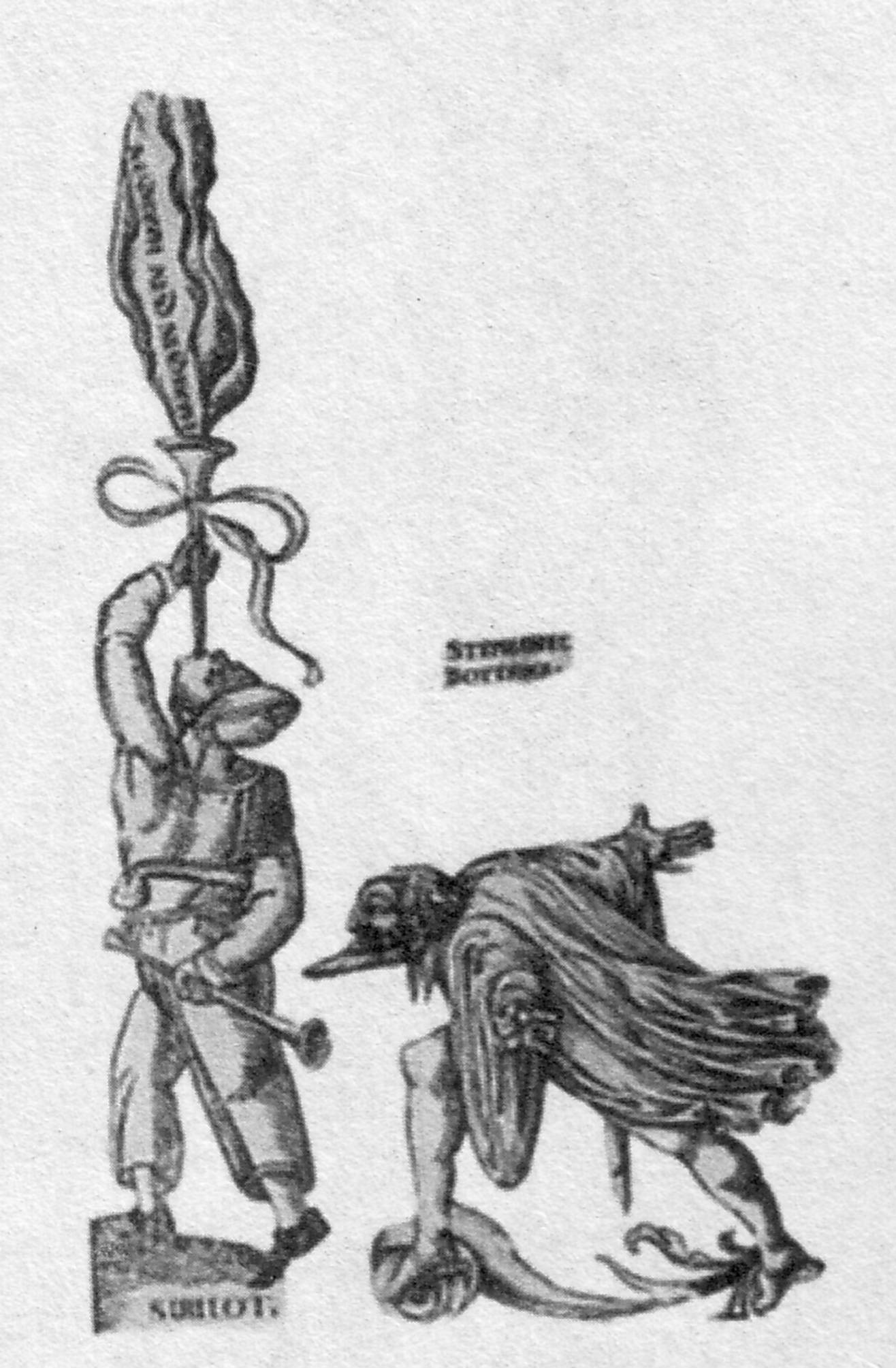
Máscara de "Stefanello Bottarga" (a la derecha y en el personaje de Pantaleón), según el grabado número XXXVI que aparece en el libro Le Recueil Fossard, una colección de dibujos del, recopilados por el Barón de Tessin y editados en Suecia en el. Los originales están en el Museo Nacional de Estocolmo.

Stefanello Bottarga (Venecia?, 1540? — 1590?),, más conocido como Botarga, fue un actor, director y escritor teatral italiano de la Commedia dell'arte. Su nombre real era Abagaro Francesco Baldi, contemporáneo en España de Zan Ganassa y autor de un «zibaldone» conservado en la Biblioteca de Palacio, de Madrid, con guiones y situaciones escénicas protagonizadas por el personaje "Bottarga".

## Prototipo
Varios autores, desde la Generación del 98, pasando por Corominas, a las últimas investigaciones sobre «canovacci» de la «commedia dell'arte» en el comienzo del siglo XXI, coinciden en otorgarle al personaje creado por Baldi (Frescobaldi o, hispanizado, Valdés) el origen del prototipo escénico y de su denominación, resultando que botarga se llama tanto al calzón ancho y ridículo como a la persona que lo lleva, como también a las mojigangas teatrales en las que aparece. La propia Real Academia Española enuncia así esta palabra: De Stefanello Bottarga, apodo de un actor italiano que usaba estos calzones, este del italiano bottarga, especie de caviar, y este del gr. ἁβροτάριχον, de ἁβρός, delicado, y τάριχον, pescado o carne en salazón.
El prototipo fue evolucionando a partir de su rol de amo, viejo verde y avaro o amo "Magnífico", definidos por la máscara de Pantaleón.

## Bottarga en España
En España, Stefanello Bottarga llegaría a ser el árbitro italiano de los Magníficos de la «commedia dell'arte» y los amos en general.
Al parecer llegó formando parte de la compañía de Naselli (Zan Ganassa), de la que se separó para formar la suya propia en Valladolid, ciudad en la que se casó con la actriz Luisa de Aranda, viuda del autor de comedias Juan Granado.
Como actor a las órdenes de Ganassa se le cita en una escritura fechada en Madrid el 13 de marzo de 1580, para la constitución de la compañía del «capocómico» bergamasco. En esas fechas, actuaban en ella, además del propio director, Naselli: Barbara Flaminia, Ortensia en el teatro; Vicenzo Botanelli, procurador de la compañía, denominado "Curzio Romano"; Cesare dei Nobili, que se encargaba de representar el papel femenino de Francesca; Abagaro Fiescobaldi o Francesco Baldi o Valdés, de nombre artístico Stefanello Bottarga; Giovan Pietro Pasquarello, alias "Trastullo", que se ocupaba junto a Scipione Graselli de la custodia y mantenimiento del (vestuario y atrezzo), y otros dos comediantes con menor paga: Giulio Vigliante y Giaccomo Portalupo, que cubría el tercer personaje femenino, Isabella.

### Lope y Estephanello Botarga
La fama de "Botarga" se menciona en relación con el propio Lope de Vega, no solo aficionado a trasladar a su teatro algunos tipos de la commedia dell'arte, sino él mismo máscara festiva disfrazado de "botarga". Así se le describe, durante la fiesta ofrecida en Valencia a Felipe III, con motivo de su boda en 1599, recitando versos en italiano a los novios y vestido de Botarga:

"...con la máscara de Estephanello Botarga... ábito italiano que hera todo colorado, con calsas y ropillas seguidas y ropa larga de levantar, de chamelote negro, con una gorra de tersiopelo llano en la cabesa... (y que representaba el Carnal)".

## Obra
- Zibaldone (hacia 1580), cuaderno de notas de una compañía italiana de comediantes. Palacio Real, Real Biblioteca (II/1586), Madrid; códice escrito en italiano y español conteniendo prólogos, diálogos escénicos, poesías, guiones de comedias (scenari), atribuidos a Abagaro Francesco Baldi, alias "Stefanello Bottarga", miembro de la compañía de Alberto Naselli.